# Pelle di serpente
(Valentin Xavier)
Pelle di serpente (The Fugitive Kind) è un film di Sidney Lumet del 1959, tratto dall'opera teatrale La discesa di Orfeo (Orpheus Descending) di Tennessee Williams. Ambientato in una contea del sud degli USA, negli anni '50, il film è interpretato da Marlon Brando, Anna Magnani e Joanne Woodward.

## Trama
Val Xavier, un uomo misterioso, senza radici, vaga di città in città. È affezionato solo ad una chitarra e alla sua giacca di serpente, per la quale è chiamato 'Pelle di serpente'. Dopo che è rimasto coinvolto in una rissa che ha distrutto un locale, il giudice si fa ripromettere che abbandonerà la città se non vuole rischiare, in caso di altri guai, la galera.
Essendo la sua vita in quel luogo compromessa, si dirige a cercare miglior fortuna in una contea di campagna. La sua stranezza non manca di suscitare attenzione da parte di tutti gli abitanti, con opposte passioni che si incrociano. Lui è bello, forte, misterioso, ha girato il mondo e ha abitudini che sconcertano la tranquilla comunità locale, e ne mettono a nudo i limiti. Ben presto incontra Lady Torrance, sposata con un uomo gravemente ammalato, Jabe Torrance. Questi è a stento in grado di alzarsi dal letto, ma il suo animo è duro e livoroso. La moglie è molto depressa, e ha una vita triste. Racconta a Val Xavier 'Pelle di serpente' la sua vita: è di origine italiana, e con il padre aveva una fattoria con vigne e alberi da frutto. Ma la gente del luogo li giudicava: come osavano trattare i negri senza discriminarli in quanto tali? E così una notte di una calda estate arrivarono al podere e lo incendiarono con la benzina. Il padre di Lady corse alla vigna, e cercò di spegnere le fiamme, ma il fuoco non solo completò l'opera, ma uccise l'uomo che cercava di domarlo. La donna non sa nemmeno se tra gli uomini che quella notte agirono vi fosse anche il marito, e il dubbio la lacera.
Non passa molto tempo prima che Xavier trovi lavoro da lei, in quanto il benessere non manca alla sua famiglia. Hanno un negozio di abbigliamento e una pasticceria. Lei lo mette in servizio come commesso al negozio di biancheria, e il successo che ottiene è immediato. Gli incassi aumentano per il numero di donne che vanno al negozio, ma questo non rende Xavier ben visto, anzi accade l'opposto. Gli uomini sono gelosi e arrabbiati, e pure Jabe si macera nella rabbia, anche perché ritiene che la moglie e Xavier abbiano una relazione. La mancanza di amore nella vita della donna viene ad un certo punto davvero compensata da Xavier, che ne diventa l'amante.
Benché Lady, i giovani e le donne lo amino, gli uomini disprezzano 'Pelle di serpente' e la situazione peggiora con l'opposizione dello sceriffo, uno di quelli che, si dice, bruciarono a suo tempo la vigna. Alla fine lo minacciano esplicitamente. Gli ricordano un cartello di una contea vicina: 'Negro, non fare che il sole cada con te ancora in questa contea' cambiandolo con 'Pelle di serpente, non fare che il sole sorga con te ancora in questa contea'. Questa minaccia esplicita convince Xavier che non può continuare a restare in un posto in cui una parte della popolazione, la più violenta (ovvero gli uomini) è tanto minacciosa. Va a dirlo a Lady, che però non vuole lasciarlo andare. Si scopre che lei è incinta, allorché la burbera infermiera esce dalla camera del marito dove presta servizio, e l'accusa in sostanza di avere rapporti extramatrimoniali, prima di andarsene. Lady era stata a lungo considerata sterile, racconta di come un giorno da bambina vide spuntare un frutto da un vecchio fico che tutti dicevano fosse sterile, così ora anche lei ha vissuto 'il prodigio' di risultare fertile.
Ma mentre i due parlano, il marito arriva e dà fuoco al locale, per poi gridare dalla finestra che è Xavier il responsabile. Lady, che vede il ripetersi della tragedia passata, si fa incontro al marito, ma lui le spara con una pistola malgrado lei lo implori di non farlo. Arrivano i poliziotti e i pompieri. Trovando 'Pelle di serpente' ancora in zona, lo investono intenzionalmente con gli idranti ricacciandolo dentro il negozio, per farlo poi travolgere dal crollo del soffitto.
La mattina dopo questo dramma, Carol, una ragazza amica di Xavier (da cui era rimasto colpito per la sua indipendenza rispetto all'ambiente rigido in cui viveva) trova un brandello del suo giubbotto tra le macerie e lo porta via con sé. Determinata a rompere con la società locale, decide di partire per la città come aveva sempre voluto fare, senza mai trovarne il coraggio. Xavier 'Pelle di serpente' non era passato invano, erodendo quel muro di conformismo razzista e maschilista che dominava la vita di tutti gli abitanti.

## I rimandi al mito
Non è difficile ravvisare rimandi al mito di Orfeo ed Euridice. Il profondo Sud descritto nell'opera può benissimo essere visto alla stregua di un vero e proprio inferno, dove la violenza regna sovrana. Qui giace Lady, simbolicamente morta dopo la scomparsa del padre, e bisognosa, novella Euridice, di un novello Orfeo, Val, che venga a salvarla e a riportarla alla vita, in un intento che, malgrado il tragico finale, può dirsi pienamente riuscito.

## Distribuzione
Il film è stato presentato in anteprima mondiale a New York il 13 aprile 1960.
In Italia è uscito il 28 ottobre 1960.

## Riconoscimenti
- 1960 – Festival internazionale del cinema di San Sebastián
  - Concha de Plata al miglior regista a Sidney Lumet
  - Concha de Plata alla migliore attrice a Joanne Woodward